# Parafia św. Mikołaja Biskupa Dobroci w Rudnie
Parafia św. Mikołaja Biskupa Dobroci w Rudnie należy do diecezji gliwickiej (dekanat Pławniowice).

## Miejscowości należące do parafii
- Rudno

## Ulice należące do parafii
- Boczna 2-8a, Dolna 1-20, Gliwicka 1-121, Górna 1-104, Jesionowa 1-2, Kolejowa 2-8, Lipowa 3-40, Leśna 1-16, Palmowa 1-11, Polna 1-6, Potokowa 2 i 14, Wiśniowa 42- 90, Strażacka 1-14, Szkolna 1-17

## Kościoły i kaplice mszalne
- Kościół pod wezwaniem św. Mikołaja w Rudnie
- Kaplica przedpogrzebowa w Rudnie

## Cmentarze
- Cmentarz parafialny przy kościele w Rudnie

## Księgi metrykalne
Parafia prowadzi księgi ślubów i zgonów od 1739 roku oraz chrztów od 1745 roku.